# Världens starkaste man
Världens starkaste man (WSM) är en årligen återkommande strongmantävling som arrangeras av TWI, ett dotterbolag till IMG Media. Denna tävling är ej att förväxla med världsmästerskapen som hölls av den numera nedlagda federationen International Federation of Strength Athletes (IFSA). Tävlingen brukar hållas i slutet av september. 14 gånger har tävlingen vunnits av deltagare från Norden och 11 gånger av deltagare från USA.
Världens starkaste kvinna avgörs parallellt med männens och de genomför tävlingen inom samma grenar, men belastningen brukar vara ca 50 % lägre.

## Vinnare
| - 1977 Bruce Wilhelm, (USA) - 1978 Bruce Wilhelm - 1979 Don Reinhoudt, (USA) - 1980 Bill Kazmaier, (USA) - 1981 Bill Kazmaier - 1982 Bill Kazmaier - 1983 Geoff Capes, (Storbritannien) - 1984 Jón Páll Sigmarsson, (Island) - 1985 Geoff Capes - 1986 Jón Páll Sigmarsson - 1987 Inställt - 1988 Jón Páll Sigmarsson - 1989 Jamie Reeves, (Storbritannien) - 1990 Jón Páll Sigmarsson - 1991 Magnús Ver Magnússon, (Island) - 1992 Ted van der Parre, (Nederländerna) - 1993 Gary Taylor, (Storbritannien) - 1994 Magnús Ver Magnússon - 1995 Magnús Ver Magnússon - 1996 Magnús Ver Magnússon - 1997 Jouko Ahola, (Finland) - 1998 Magnus Samuelsson, (Sverige) - 1999 Jouko Ahola - 2000 Janne Virtanen, (Finland) | - 2001 Svend Karlsen, (Norge) - 2002 Mariusz Pudzianowski, (Polen) - 2003 Mariusz Pudzianowski - 2004 Vasil Vurastuk, (Ukraina) - 2005 Mariusz Pudzianowski - 2006 Phil Pfister, (USA) - 2007 Mariusz Pudzianowski, Polen - 2008 Mariusz Pudzianowski, Polen - 2009 Zydrunas Savickas, Litauen - 2010 Zydrunas Savickas, Litauen - 2011 Brian Shaw, USA - 2012 Zydrunas Savickas, Litauen - 2013 Brian Shaw, USA - 2014 Zydrunas Savickas, Litauen - 2015 Brian Shaw, USA - 2016 Brian Shaw, USA - 2017 Eddie Hall, Storbritannien - 2018 Hafþór Júlíus Björnsson, Island - 2019 Martins Licis, USA - 2020 Oleksii Novikov, Ukraina - 2021 Tom Stoltman - 2022 Tom Stoltman - 2023 Mitchell Hooper |